# Kaspiisk
Kaspiisk (en russe : Каспи́йск) est une ville du Daghestan, une république de la fédération de Russie. Sa population s'élevait à 123 988 habitants en 2020.

## Géographie
Kaspiisk est située sur la mer Caspienne, à 15 km au sud-est de Makhatchkala et à 1 601 km au sud-est de Moscou.
La ville est desservie par la route fédérale R217, route reliant la M4 à la frontière avec l'Azerbaïdjan en desservant les villes de Ciscaucasie.

## Histoire
Fondée en 1932, la ville s'est d'abord appelée Dvigatelstroï (en russe : Дви́гательстро́й) et reçut le statut de commune urbaine en 1936. En 1947, elle fut élevée au statut de ville et fut renommée Kaspiisk. La ville s'est développée après la Seconde Guerre mondiale comme une banlieue industrielle et ouvrière de Makhatchkala.
La ville héberge une importante base navale russe depuis 2020. Celle-ci est devenue le centre de commandement de la marine du pays sur la mer Caspienne, d'importance hautement stratégique à l’échelle régionale. Ce grand dépôt de la marine russe abrite notamment des aéroglisseurs et des ékranoplanes.
|  |

## Population

### Démographie
Recensements ou estimations de la population
| 1939*  | 1959*  | 1970*  | 1979*  | 1989*  | 2002*  | 2010    | 2012    |
| ------ | ------ | ------ | ------ | ------ | ------ | ------- | ------- |
| 18 874 | 25 178 | 28 990 | 49 382 | 60 069 | 77 650 | 103 914 | 101 655 |

| 2013    | 2014    | 2015    | 2016    | 2017    | 2018    | 2019    | 2020    |
| ------- | ------- | ------- | ------- | ------- | ------- | ------- | ------- |
| 103 181 | 105 106 | 107 329 | 110 080 | 113 348 | 116 340 | 119 238 | 123 988 |

### Nationalités
Au recensement russe de 2002, la population de Kaspiisk se composait de :
- 20,66 % de Darguines
- 17,97 % de Lezguiens
- 15,12 % de Laks
- 13,14 % d'Avars
- 13,17 % de Russes
- 9,91 % de Koumyks
- 5,18 % de Tabassarans
- 1,13 % d'Agouls
- 0,87 % d'Azerbaïdjanais
- 0,81 % de Routouls
- Autres : 2,04 %

### Religions
La très grande majorité de la population professe l'islam sunnite. Il existe quatre mosquées en ville. Il existe également une paroisse orthodoxe russe et une petite communauté d'adventistes installée sur des fonds américains.

## Économie
Les principales entreprises de Kaspiisk sont :
- AOOT Dagdizel (АООТ Дагдизель), fondée en 1935, fabrique des moteurs diesel et des moteurs électriques, des torpilles et d'autres équipements pour la marine russe[5].
- OAO Zavod Totchnoï Mekhaniki (ОАО Завод точной механики), fondée en 1952, fabrique des équipements de navigation pour la marine militaire, les navires de commerce et les bateaux de pêche.